# Cecil Gould
Pour les articles homonymes, voir Gould.
Cecil Gould (24 mai 1918 – 7 avril 1994) est un historien anglais de l'art, et un conservateur de musée spécialisé dans la peinture de la Renaissance. Il est directeur adjoint de la National Gallery à Londres de 1982 à 1987.

## Biographie
Fils de Rupert Gould — le restaurateur des horloges marines de John Harrison — et de Muriel Estall, Cecil Gould étudie à l'école préparatoire Kingswood House, près de Epsom, puis à Westminster School. Après avoir quitté l'école, il poursuit ses études à l'Institut Courtauld. Au cours de la Seconde Guerre mondiale, il sert comme pilote dans la Royal Air Force, d'abord en Égypte de 1941 à 1943, puis en Normandie. Après la guerre, il rejoint la National Gallery en 1946 où il travaille jusqu'à sa retraite en 1987. Il est Conservateur et Directeur adjoint durant les cinq dernières années de sa carrière. Il est aussi un auteur prolifique publiant, au cours de sa carrière, de nombreux livres et articles.
En 1970, Gould établit la preuve que le portrait du Pape Jules II, de la National Gallery, est l'original peint par Raphaël et non une copie. Il est également responsable d'une nouvelle attribution d'une œuvre de Michel-Ange.
Dans les dernières années de sa vie, Gould  vit avec sa sœur Jocelyne Stacey dans le village de Thorncombe, à l'ouest du Dorset. Il  est atteint d'une tumeur au cerveau et après une longue maladie, il décède le 7 avril 1994. Gould ne s'est jamais marié.

## Ouvrages
- L'école vénitienne au XVIe siècle 1959 (National Gallery Catalogue Series)
- Les écoles italiennes au XVIe siècle (à l'exclusion de Venise) 1962 (National Gallery Catalogue Series)
- La bataille de Cascina par Michel-Ange 1966 (Université de Newcastle Upon Tyne)
- Le Titien 1969 (Hamlyn)
- L'école française :  Impressionnistes et Post-Impressionnistes  1970 (National Gallery Catalogue Series) en collaboration avec Martin Davies
- Leonard : l'artiste et l'homme 1975 (Weidenfeld & Nicolson)
- Les peintures du Corrège 1978 (Cornell University Press)
- Le Bernin en France : un épisode de l'histoire du XVII ème 1981 (Weidenfeld & Nicolson)
- Parmesan 1995 (Abbeville Press)